# Quiet Times
«Quiet Times» (en español "Tiempos Tranquilos") es una canción pop de la cantante británica Dido escrita por ésta y perteneciente a su tercer álbum de estudio Safe Trip Home de 2008.
Fue escogida como el segundo sencillo del álbum aunque solo de manera promocional y fue lanzada sólo en ciertos países como Australia, República Checa y Rusia, siendo publicada en febrero de 2008 en formato de descarga digital.

## Posicionamiento
La canción alcanzó el puesto #73 en la República Checa, mientras que en la WebChart Albania alcanzó el puesto #11. De todos modos la canción no alcanzó un gran éxito en Australia debido a la falta de vídeo musical.
| Listas (2009)                 | Posicionamiento |
| ----------------------------- | --------------- |
| República Checa Airplay Chart | 65              |
| Russia Moscow Airplay Chart   | 70              |

## Lanzamiento
| Región                                              | Dato            | Formato         |
| --------------------------------------------------- | --------------- | --------------- |
| Ucrania                                             | Enero de 2009   | Sencillo Radial |
| Australia, Croacia, Rusia, República Checa, Polonia | Febrero de 2009 | Sencillo Radial |